# Walter Rositzky
Walter Cäsar Max Rositzky (Hamburg, 16 maart 1889 – aldaar, 26 mei 1953) was een Duits voetballer. 

## Voetbal
Rositzky speelde als middenvelder of aanvaller. Hij speelde in Spanje voor zowel FC Barcelona (1911-1913) als Real Madrid (1913-1914). In Spanje werd hij lange tijd foutief beschouwd als een Pool. Met FC Barcelona won Rositzky de Campionat de Catalunya (1913), tweemaal de Copa del Rey (1912, 1913) en twee keer de Copa de los Pirineos (1912, 1913). Hij speelde bij Barça samen met onder meer Paulino Alcántara, Manuel Amechazurra, George Pattullo en Alexander Steel. Bij de omnisportvereniging FC Barcelona deed Rositzky ook aan hoogspringen en waterpolo.

## Eerste Wereldoorlog
Rositzky diende tijdens de Eerste Wereldoorlog vier jaar in het Duitse leger. Na de oorlog begon hij een winkel in zijn geboortestad Hamburg.